# Marca (Sălaj)
Marca (Hongaars: Márkaszék) is een Roemeense gemeente in het district Sălaj. De gemeente heeft 2542 inwoners.
De gemeente bestaat uit vijf dorpen:
- Leșmir (Lecsmér)
- Marca (Márkaszék)
- Marca-Huta (Bulyovszkytelep)
- Porț (Porc)
- Șumal (Somály)

Het dorp Lesmir is vrijwel geheel Hongaarstalig (bijna 80% van de bevolking).

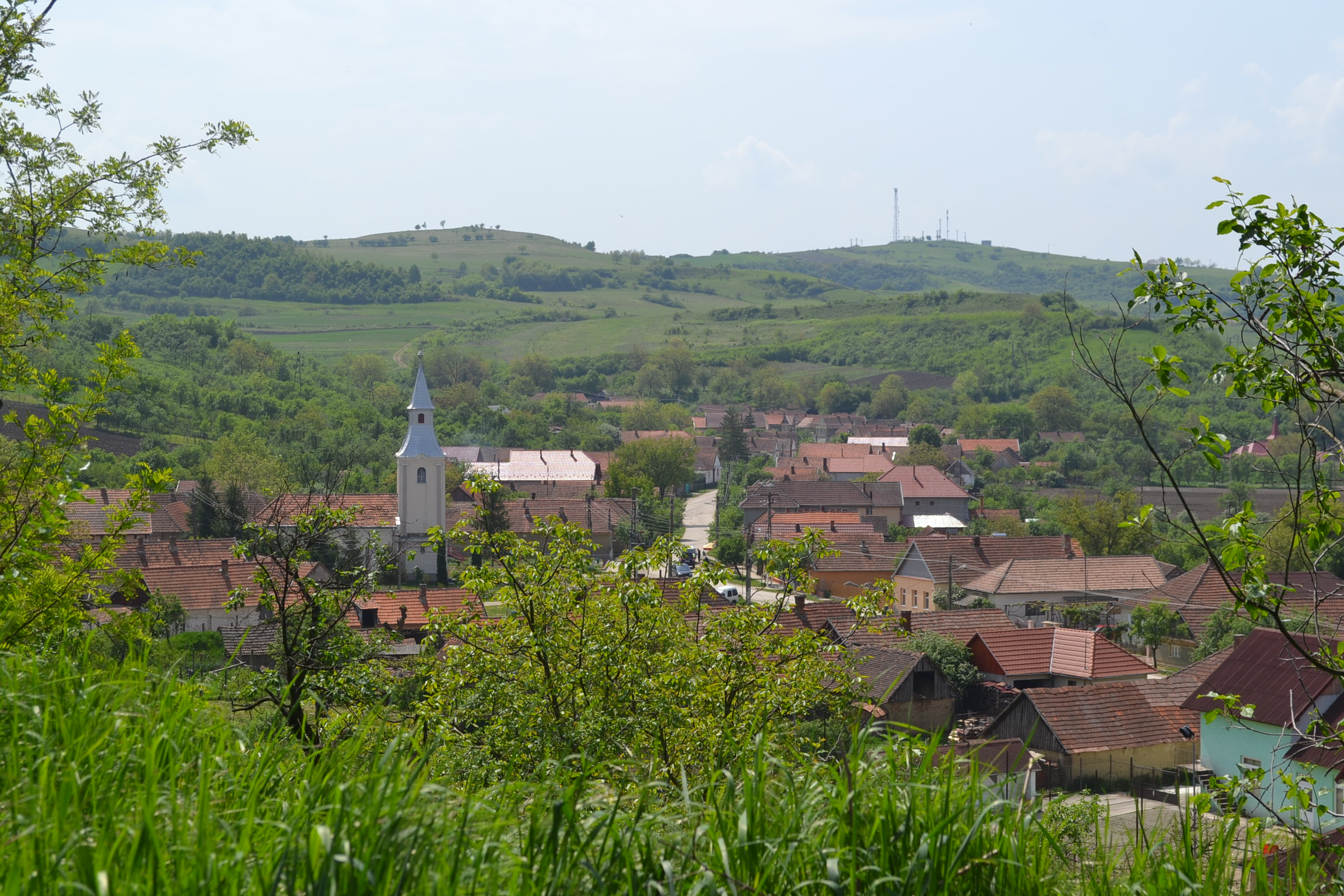
Dorpsgezicht van Leșmir (Lecsmér)